# Karvalykeselyű

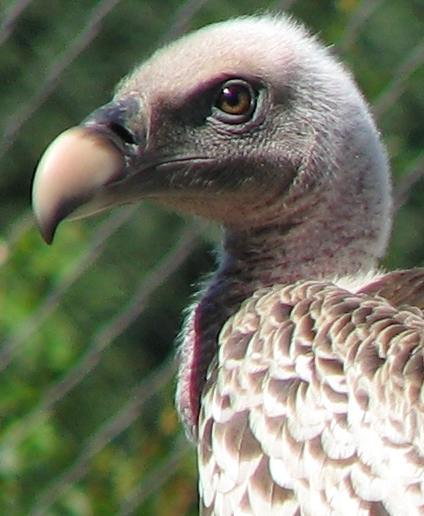
Portré

A karvalykeselyű (Gyps rueppellii) a vágómadár-alakúak (Accipitriformes) rendjébe, ezen belül a vágómadárfélék (Aegypiinae) családjába tartozó faj.
Tudományos nevét Eduard Rüppell német természettudósról kapta.

## Előfordulása
Közép-Afrikában, Etiópia, Szudán, Tanzánia és Guinea  területén honos.

## Alfajai
- Karvalykeselyű (Gyps rueppellii rueppellii), Mauritánia déli része, Szenegáltól keletre Kenyáig, Észak-Tanzánia
- Etióp karvalykeselyű (Gyps rueppellii erlangeri), Etiópia és Szomália

## Megjelenése
Testhossza 85–95 centiméter, szárnyfesztávolsága 220–240 centiméter, testtömege pedig 7500 gramm.
|  |  |

## Életmódja
Nappal aktív, ekkor keresi a levegőben körözve táplálékát. Röpte jellegzetes, szárnyverdesés nélküli keringés. Éles látásának köszönhetően nagy távolságokból képes rátalálni a táplálékául szolgáló elhullott állattetemekre.

## Szaporodása
Fészekalja 1 tojásból áll.

## Természetvédelmi helyzete
A Természetvédelmi Világszövetség először 2007-ben sorolta be fenyegetett kategóriába, majd 2012-2014 között veszélyeztetettnek nyilvánították.
Mivel állományuk napjainkban is folyamatosan csökken élőhelyeik elvesztése, illegális kereskedelmük és a megmérgezett táplálékállataik okozta pusztulásaik miatt, 2015 óta kritikusan veszélyeztetett fajjá vált. 
Összehangolt tenyésztéssel próbálják meg megmenteni a fajt. Európában az Európai Állatkertek és Akváriumok Szövetsége felügyelete alá tartozó Európai Veszélyeztetett Fajok Programja (EEP) keretében tenyésztik a faj egyedeit.
Fogságban való tenyésztésük megoldott, bár nem túl gyakori állatkerti madarak. Magyarországon kizárólag a Nyíregyházi Állatparkban láthatóak. A Nyíregyházi Állatpark karvalykeselyű tenyészpárja az 1990'es évek végén költözött az Állatparkba, de az ivarérett hím és tojó csak 2015-től kezdek érdeklődni egymás iránt. Első fészekalmukat 2016 januárjában rakták le, melyből 55 nap alatt kelt ki a fióka és azóta is minden évben 1-1 új fiókával bővül a keselyű kolónia. 

## Érdekesség
- A bizonyítottan legmagasabban szálló madár egy karvalykeselyű volt, ami 1973. november 29-én, 11 280 méter magasan ütközött egy kereskedelmi repülőjárattal Elefántcsontpart közelében.[2][3]